# Římskokatolická farnost Sedlec u Mikulova
Římskokatolická farnost Sedlec u Mikulova je územní společenství římských katolíků v obci Sedlec s farním kostelem sv. Víta.

## Historie farnosti
Sedlec byl především zemědělskou vsí. Uprostřed návsi stál původně gotický kostel sv. Oldřicha, na který upomíná věž z 15. století a křtitelnice s vročením 1585. Na počátku třicetileté války byl kostel vypleněn, chrám byl poté barokně přestavěn a v roce 1672 nově zasvěcen svatému Vítovi.

## Duchovní správci
V současné době je farnost spravována excurrendo z farnosti při kostele sv. Václava v Mikulově. Od 1. srpna 2011 je zde administrátorem excurrendo R. D. Mgr. Pavel Pacner.

## Bohoslužby
| Kostel   | Místo  | Bohoslužba (den) | Hodina | Poznámka     |
| -------- | ------ | ---------------- | ------ | ------------ |
| sv. Víta | Sedlec | sobota           | 17.00  | farní kostel |

## Aktivity farnosti
Dnem vzájemných modliteb farností za bohoslovce a bohoslovců za farnosti brněnské diecéze je 7. červen. Adorační den připadá na nejbližší neděli po 2. dubnu.
Ve farnosti se pravidelně pořádá tříkrálová sbírka. V roce 2015 se při ní vybralo 15 451 korun. Při sbírce v roce 2016 činil výtěžek 12 817 korun.